# Герб регіону Центр-Долина Луари
Герб регіону Центр — Долина Луари — герб регіону у центрі Франції.

## Опис
Синій з трьому золотими геральдичними ліліями (2-1) зі срібним турнірним коміром; з червоно-срібною облямівкою.

## Історія
Герб поєднує в собі герби Беррі, Орлеана і Турені, колишніх провінцій, які утворювали Центральний регіон. Вони були схвалені 16 вересня 1968 року.
У 1970-х і 1980-х роках регіон використовував почетвертований герб: у першому синьому полі срібний меч із золотим руків'ям входить вістрям вгуру у золоту відкриту королівську корону та супроводжується двома золотими геральдичним ліліями; друге синє золотими геральдичним ліліями, з червоно-срібною облямівкою; у третьому синьому три золоти геральдичні лілії з червономю гравірованою облямівкою; у четвертому лсиньому три золоти геральдичні лілії над якими срібний турнірний комірець.
Ці герби поєднують у собі герби Жанни д'Арк, Турені, Беррі і Орлеана.

Герб регіону Центр — Долина Луари 1970-80 рр.
Герб Жанни д'Арк
Герб Турені
Герб Беррі
Герб Орлеана